# Gråbröstad sångare
Gråbröstad sångare (Phylloscopus maculipennis) är en liten fågel i familjen lövsångare inom ordningen tättingar. Den häckar i bergsbelägna ek- och barrskogar i södra och sydöstra Asien. Beståndet anses vara livskraftigt.

## Utseende
Gråbröstad sångare är en mycket liten fågel, med en kroppslängd på endast nio centimeter. Den har som namnet avslöjar karakteristiskt grått bröst och grå strupe. Vidare har den gul buk och flanker, vitt ögonbrynsstreck och hjässband, gul övergump och vitt på stjärten.

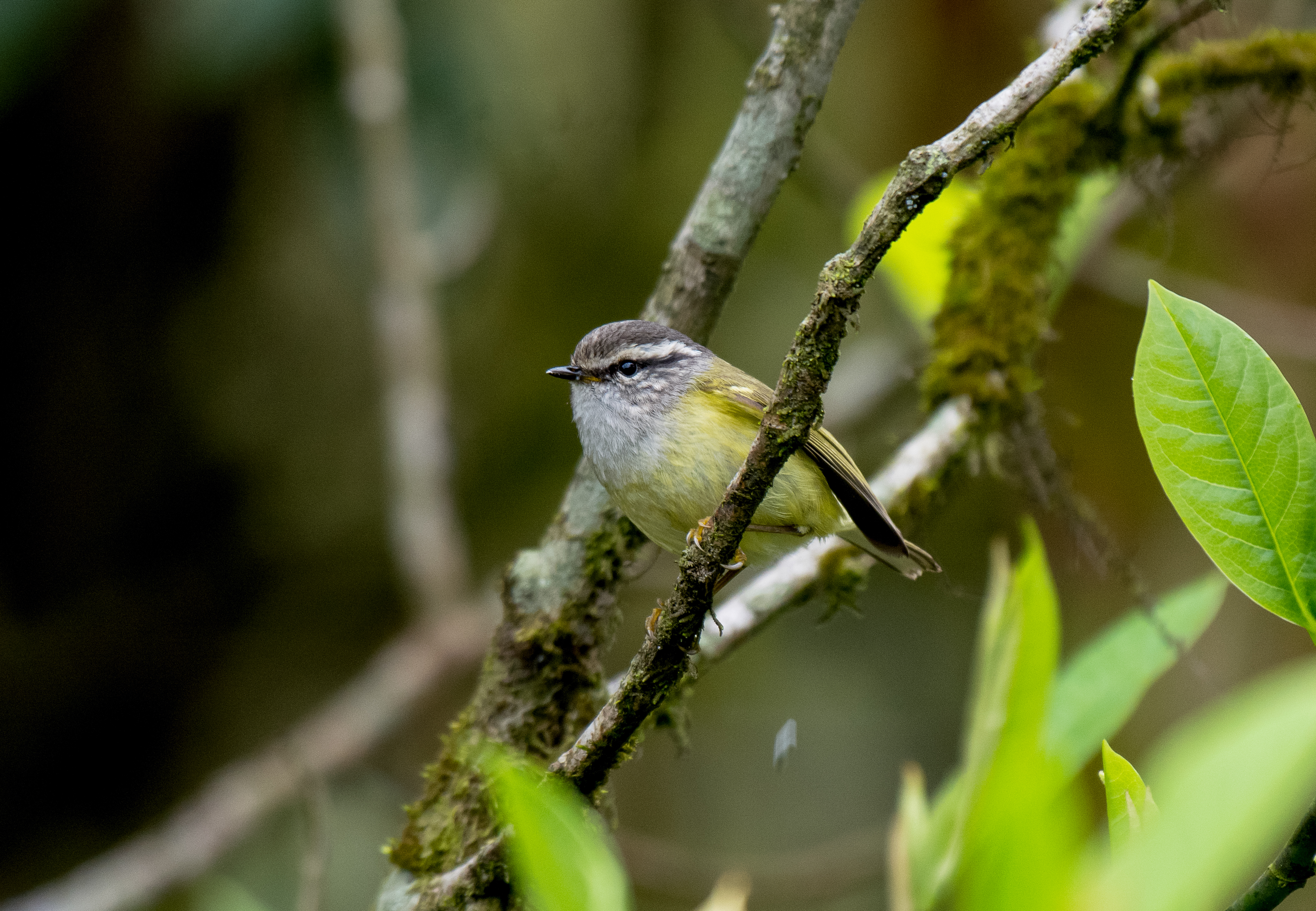
Gråbröstad sångare som visar upp sitt karakteristiskt gråfärgade bröst, därav namnet.

## Läte
Sången består av en behaglig visslad serie med samma ton, på engelska återgivet "ti-wee-ty wee-ty wee-ty" eller långsammare "whee-teew whee-teew". Lätet är ett vasst och diskant "tit", "zip", "swit" eller "zit", likt kungsfågelsångare.

## Utbredning och systematik
Gråbröstad sångare förekommer i Asien i Himalaya och i bergstrakter i södra Kina och norra Indokina. Den delas in i två underarter med följande utbredning:
- Phylloscopus maculipennis virens – förekommer från norra Indien (Kashmir och norra Punjab till Arunachal Pradesh)
- Phylloscopus maculipennis maculipennis – förekommer från östra Himalaya till sydöstra Tibet, sydvästra Kina, norra Myanmar och norra Indokina

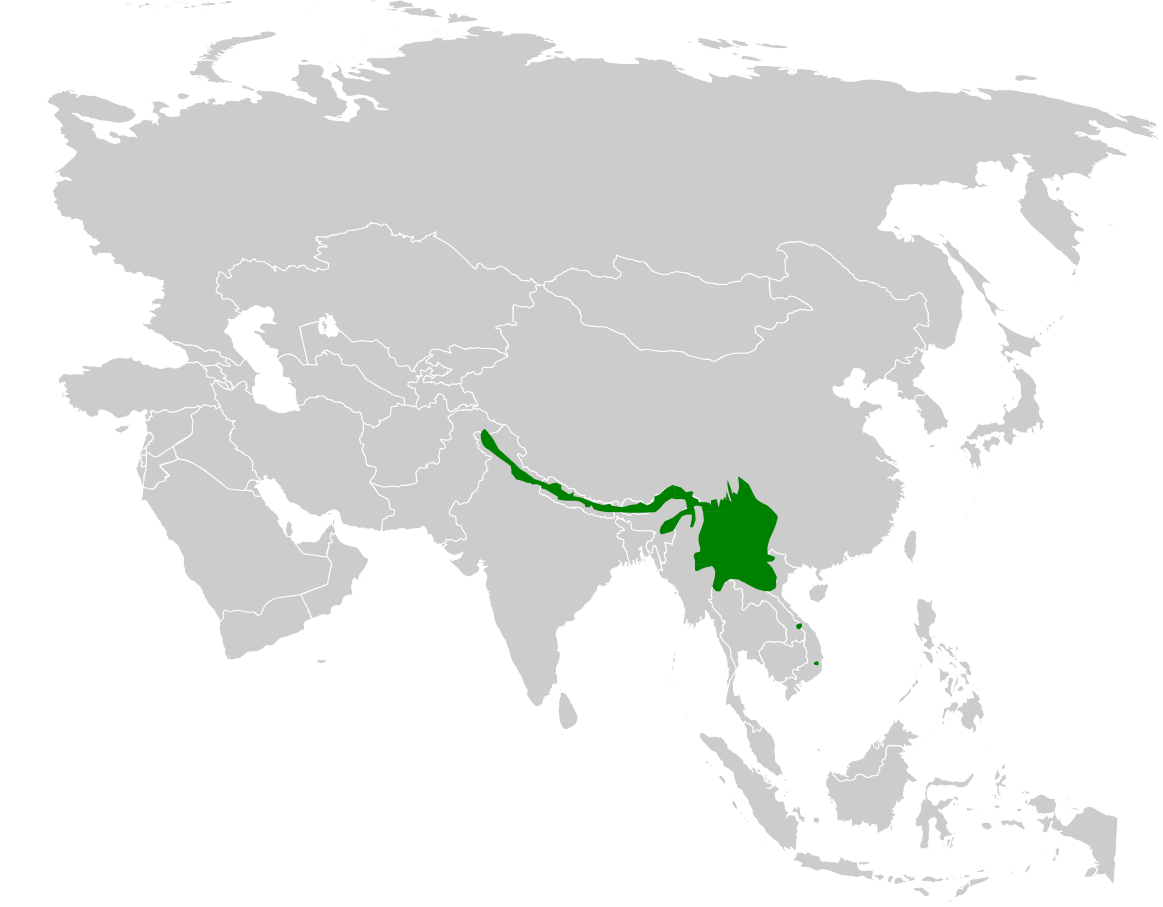
Utbredningsområdet för gråbröstad sångare.

Fågeln är höjdledsflyttare som vintertid rör sig ner till lägre liggande områden i närheten.

### Släktestillhörighet och släktskap
Arten placeras vanligen i släktet Phylloscopus, men vissa auktoriteter bryter ut gråbröstad sångare med släktingar (bland annat tajgasångare och kungsfågelsångare, till ett eget släkte, Abrornis. Genetiska studier visar att den är systerart till rhododendronsångaren (P. pulcher).

### Familjetillhörighet
Lövsångarna behandlades tidigare som en del av den stora familjen sångare (Sylviidae). Genetiska studier har dock visat att sångarna inte är varandras närmaste släktingar. Istället är de en del av en klad som även omfattar timalior, lärkor, bulbyler, stjärtmesar och svalor. Idag delas därför Sylviidae upp i ett antal familjer, däribland Phylloscopidae. Lövsångarnas närmaste släktingar är familjerna cettior (Cettiidae), stjärtmesar (Aegithalidae) samt den nyligen urskilda afrikanska familjen hylior (Hyliidae).

## Levnadssätt
Gråbröstad sångare är en mycket aktiv liten fågel som mest håller sig i trädtopparna där den söker efter småinsekter och larver. Den häckar i blandade ek- och barrskogar med tät undervegetation. Häckningsbiologin är dåligt känd, men häckningssäsongen verkar vara mellan mars och juli. Boet placeras upp till fem meter ovan mark, hängande från en gren. Den är en kortflyttare som efter häckning söker sig till lägre nivåer. Där uppträder den ofta i blandade artgrupper.

## Status och hot
Arten har ett stort utbredningsområde, men tros minska i antal, dock inte tillräckligt kraftigt för att den ska betraktas som hotad. Internationella naturvårdsunionen IUCN listar arten som livskraftig (LC). Världspopulationen har inte uppskattats men den beskrivs som lokalt vanlig. I södra Kina är den ovanlig, ganska vanlig i Nepal och Indien, vanlig i Bhutan och mycket vanlig i nordvästra Thailand där den är begränsad till Doi Inthanon.

## Taxonomi och namn
Gråbröstad sångare beskrevs taxonomiskt av Edward Blyth 1867, under protonymet Abrornis maculipennis. Dess vetenskapliga artnamn maculipennis betyder "fläckvingad".